# Yamato (imię)
Yamato (jap. やまと, ヤマト) – męskie imię japońskie, używane jest także jako nazwisko.

## Możliwa pisownia
Yamato można zapisać używając różnych znaków kanji i może znaczyć m.in.:
- 大和, „wielka harmonia”[1]

## Znane osoby
o imieniu Yamato
- Yamato Ganeko, członek japońskiej grupy muzycznej Orange Range
- Yamato, japoński zapaśnik

o nazwisku Yamato
- Waki Yamato (大和), japoński mangaka
- Yūga Yamato (大和), japońska aktorka, była top star otomeyaku w Takarazuka Revue

## Fikcyjne postacie
o imieniu Yamato
- Yamato Godai (大和), bohater mangi i anime Nanbaka
- Yamato Delgado (ヤマト), bohater mangi i anime B-Daman
- Yamato „Matt” Ishida (ヤマト), postać fikcyjna, bohater mangi i anime Digimon Adventure oraz Digimon Adventure 02
- Yamato Kotobuki (大和), bohater mangi i anime Gals!
- Yamato Kurosawa (大和), główny bohater mangi, anime i filmu Sukitte ii na yo.
- Yamato Minazuki (大和), bohater mangi oraz serii anime Kamikaze kaitō Jeanne

o nazwisku Yamato
- Kira Yamato (ヤマト), bohater serii anime Gundam
- Yamato (ヤマト), bohater mangi i anime Naruto
- Takeru Yamato (大和), bohater mangi Eyeshield 21